# Берлинский договор (1926)
Берлинский договор 1926 года — договор о ненападении и нейтралитете, заключённый 24 апреля 1926 года в Берлине между Веймарской республикой и СССР. Одобрен рейхстагом 10 июня 1926 года. После Локарнских соглашений, подписанных Германией с западными державами в 1925 году, Берлинский договор был призван подтвердить незыблемость положений Рапалльского договора 1922 года.
Договор подписали уполномоченные: Правительства Союза Советских Социалистических Республик — Чрезвычайный и Полномочный Посол СССР в Германии Николай Николаевич Крестинский; Германского Правительства — Имперский Министр Иностранных Дел д-р Густав Штреземан.
Договор регулировал торговые и уже имеющиеся военные отношения между двумя странами. Германия была также заинтересована в ослаблении положения Польши для планируемого ею восстановления своих восточных границ в довоенных пределах. Она взяла на себя обязательство сохранения нейтралитета в отношении СССР в случае возникновения военного конфликта между СССР и третьей страной, где под третьей страной в первую очередь подразумевалась Польша, образованная после Первой мировой войны на территориях, входивших в состав Германии и России. В случае начала советско-польской войны нейтралитет Германии усложнял возможность прямого вмешательства в конфликт со стороны Франции.
Берлинским договором министр иностранных дел Германии Густав Штреземан пытался «смягчить» отношения с Советским Союзом, во избежание подозрений в переориентации политики Германии в «западном направлении» и выступить посредником в отношениях СССР с Западом.
Первоначальный срок действия договора в 5 лет в 1931 году был дополнительно продлён бессрочно, с правом денонсации в любое время, но не ранее, чем 30 июня 1933 года. Договор денонсирован не был и действовал, пока 23 августа 1939 года не был перезаключён как Договор о ненападении между Германией и Советским Союзом